# The Hit Sound of the Everly Brothers
The Hit Sound of the Everly Brothers, album utgivet 1967 av The Everly Brothers. The Hit Sound of the Everly Brothers var duons femtonde LP och den tolfe på skivbolaget Warner Brothers och det producerades av Dick Glasser.

## Låtlista

### Sid A
1. "Blueberry Hill" (Al Lewis/Vincent Rose/Larry Stock) – 3:02
2. "I'm Movin' On" (Hank Snow) – 2:28
3. "Devil's Child" (Irwin Levine/Neil Sheppard) – 2:40
4. "Trains and Boats and Planes" (Burt Bacharach/Hal David) – 3:03
5. "Sea of Heartbreak" (Hal David/Paul Hampton) – 2:22
6. "Oh, Boy!" (Norman Petty/Bill Tilghman/Sunny West) – 2:47

### Sid B
1. "(I'd Be) A Legend in My Time" (Don Gibson) – 2:47
2. "Let's Go Get Stoned" (Jo Armstead/Nickolas Ashford/Valerie Simpson) – 3:07
3. "Sticks and Stones" (Henry Glover/Titus Turner) – 2:48
4. "The House of the Rising Sun" (Holmes/Price/Ray/White) – 4:36
5. "She Never Smiles Anymore" (Jimmy Webb) – 3:19
6. "Good Golly Miss Molly" (Robert Blackwell/John Marascalco) – 2:49